# Batrachoseps wakei
Batrachoseps wakei — вид амфібій із родини безлегеневі саламандри (Plethodontidae), ендемік Каліфорнії, США.

## Опис
Новий вид належить до групи B. pacificus але відрізняється від інших видів у групі як даними молекулярної послідовності, так і морфологією. Він географічно відокремлений від своїх близьких родичів, з невеликим ареалом у малоймовірному середовищі існування вздовж вузької смуги узбережжя Тихого океану, де він повністю оточений B. nigriventris, далеким родичем. Через крихітний ареал та обмежені генетичні варіації слід оцінити вплив будь-яких потенційних модифікацій на його відоме середовище існування, щоб забезпечити постійне збереження виду.

## Поширення
Вид описаний з околиць Пойнт-Аргуельо, центральна Каліфорнія, США.

## Етимологія
Вид названий на честь Девіда Бертона Уейка, професора вищої школи та почесного директора Музею зоології хребетних у Каліфорнійському університеті, Берклі, на знак визнання його величезного внеску у знання каліфорнійських саламандр, а також його ширшу роль як у збереженні земноводних, так і в еволюційних дослідженнях на заході Північної Америки.